# Elecciones generales de Tonga de 2010
Las primeras elecciones generales en virtud de una nueva ley electoral se celebraron en Tonga el 25 de noviembre de 2010. Las elecciones determinaron la composición de la Asamblea Legislativa Tonga de 2010.
Las primeras elecciones fueron anunciadas por el nuevo rey Jorge Tupou V en julio de 2008, poco antes de ser coronado el 1 de agosto de 2008, y fueron precedidas por un programa de reforma constitucional. Por primera vez, la mayoría de los escaños (17 de 26) en el parlamento de Tonga fueron elegidos por sufragio universal, y los nueve escaños restantes se reservaron para los miembros de la nobleza tongana. Esto marcó un gran progreso desde el gobierno de la monarquía de 165 años hacia una democracia plenamente representativa. La Red de Medios de Taimi lo describió como "el primer Parlamento elegido democráticamente en Tonga".
El Partido Democrático de las Islas Amigas, fundado en septiembre de 2010 específicamente para luchar contra la elección y liderado por el veterano activista a favor de la democracia Akilisi Pōhiva, obtuvo la mayor cantidad de escaños, con 12 de los diecisiete escaños "representativos de la gente".

## Antecedentes

### Rumbo a las reformas políticas
Antes de estas elecciones, los miembros de la Asamblea Legislativa de Tonga (la Fale Alea) fueron nombrados principalmente por el monarca, que también seleccionó al primer ministro y al gabinete. Solo nueve de los 30 escaños fueron elegidos popularmente, y otros nueve fueron ocupados por miembros de la nobleza.
En abril de 2010, la Asamblea Legislativa promulgó un paquete de reformas políticas que aumentaron el número de representantes populares de nueve a diecisiete., con diez asientos para Tongatapu, tres para Vavaʻu, dos para Ha'apai y uno para Niuas y Eua. Todos los asientos son distritos electorales de un solo escaño, a diferencia de los distritos electorales de múltiples miembros utilizados anteriormente. Estos cambios significan que ahora 17 de 26 representantes (65.4%) serán elegidos directamente, en comparación con 9 de 30 (30.0%). La nobleza seguirá seleccionando a sus nueve representantes, mientras que todos los escaños restantes, que anteriormente fueron designados por el monarca, serán abolidos.
Si bien el gabinete y el primer ministro fueron seleccionados previamente por el monarca, esta vez, los parlamentarios electos votarán por un primer ministro.
Los cambios se producen tras las violentas manifestaciones en favor de la democracia en noviembre de 2006, en el que ocho personas murieron y gran parte del distrito de negocios de Tongatapu fue destruido mientras la gente protestaba contra el lento movimiento hacia la reforma política. Los cambios han sido totalmente apoyados por el rey. Una de las candidatas, Sione Fonua, dijo: "El rey vio las señales de que la gente quería un cambio y, para su crédito, ha permitido que eso suceda".

### Impacto en la monarquía
Tonga es una sociedad muy tradicional, y el papel de la monarquía es extremadamente importante.
En respuesta a la pregunta sobre el impacto que la nueva legislación tendría en su papel, el Rey declaró que, aunque no estaba reduciendo oficialmente sus poderes, las reformas significaban que ahora estaba limitado en su capacidad para ejercer estos poderes: Sin embargo, los analistas han dicho que aún no están seguros de qué cambios efectivos traería el cambio político.  El rey conserva el poder de veto sobre ciertas leyes, así como el poder de destituir al gobierno.

«Oficialmente, los poderes del soberano permanecen sin cambios, porque somos una monarquía, tenemos una unidad de poder en oposición a una separación de poderes. La diferencia en el futuro es que no podré ejercer ninguno de mis poderes a voluntad, pero Todos los poderes del soberano deben ser ejercidos únicamente con el consejo del Primer Ministro en la mayoría de los casos, y en asuntos tradicionales, los señores de la ley que aconsejan el ejercicio del poder. En ese caso, supongo que somos diferentes de otras monarquías nominales que conservan las trampas de monarquía, pero en realidad se gobiernan como repúblicas ».
Rey Jorge Tupou V

## Elección

### Representantes populares
El registro de votantes se cerró el 31 de agosto, con aproximadamente 42,000 votantes registrados. En noviembre de 2010, el Centro de Crisis de Mujeres y Niños expresó su preocupación de que hasta el 40% de los votantes elegibles podrían no haberse inscrito.
Los candidatos se registraron los días 21 y 22 de octubre, con 147 candidatos que disputaron los 17 distritos electorales. Los distritos electorales de Tongatapu 6 y 9 fueron los más controvertidos, con 15 candidatos cada uno, mientras que Ha'apai 13, 'Eua 11 y Niuas 17 tenían solo tres candidatos cada uno. 10 de los candatos fueron mujeres. Solo tres de los miembros del gabinete en funciones disputaron las elecciones.
Los candidatos debían pagar una cuota de inscripción de P400 (Pa'anga) (equivalente a $ 215 US o € 165) y presentar las firmas de 50 votantes elegibles en apoyo de su candidatura. La economía sufrida fue vista como la prioridad más importante para los activistas. Según el Banco Mundial, hasta el 40% de los tonganos viven en la línea de pobreza o por debajo de ella. Además, el Fondo Monetario Internacional afirma que la deuda nacional de Tonga es sustancial y que la nación isleña tiene un alto riesgo de no poder pagarlos.
En un discurso a la nación antes de que abrieran los colegios electorales, el rey describió la votación como "el día más grande e histórico para nuestro reino". Continuó diciendo: "Elegirá a su representante en el parlamento y, por lo tanto, el primer gobierno electo en la larga historia de nuestro país".

### Representantes nobles
Las elecciones a los escaños de los nobles se reformaron a través de la Ley de Reglamentos Electorales de los Representantes. En adelante, a cada miembro de la nobleza solo se le permitió emitir un voto en la circunscripción que contenía las tierras a las que se adjuntó su título de nobleza. Los cuatro distritos electorales fueron:
- una circunscripción conjunta para Tongatapu & ʻEua, que corresponde a catorce títulos hereditarios (trece en Tongatapu y uno, Lasike, en ʻEua), y que elige a cuatro representantes;
- el distrito electoral de Vavaʻu, correspondiente a ocho títulos hereditarios y la elección de dos representantes;
- la circunscripción de Ha'apai, correspondiente a siete títulos hereditarios y la elección de dos representantes;
- El distrito electoral de Niuas, correspondiente a cuatro títulos hereditarios y elección de un representante.

Había dos nobles que tenían dos títulos cada uno: el Príncipe Ahoʻeitu ʻUnuakiʻotonga Tukuʻaho tenía los títulos de Tupoutoʻa (en Haʻapai) y Lavaka (en Tongatapu), mientras que el Señor Kalaniuvalu de Tongatapu era conjuntamente el Señor Fotofili de las Niuas. No está claro si esto permitió a estos dos hombres emitir dos votos. Además, había tres títulos no atribuidos: Ma'atu en las Niuas y ʻAhomeʻe y Fohe en Tongatapu. Además, el rey Tupou V había instituido, desde 2008, el título sin precedentes de "Señores de la ley" para tres hombres (Ramsay Robertson Dalgety, Tevita Poasi Tupou y Taniela Tufui), otorgándoles un título de vida no hereditario que les dio derecho a votar un electorado de nobles de su elección, pero no para ser elegido. Dalgety y Tupou eligieron votar en Tongatapu, y Tufui en Ha'apai. En consecuencia, había entre doce y catorce votantes potenciales en Tongatapu (dependiendo de dónde eligieron votar el Príncipe Tukuʻaho y el Señor Kalaniuvalu), ocho en Vavaʻu, siete u ocho en Haʻapai y dos o tres en el Niuas.

## Resultados
| Partido | Votos  | %      | Escaños |
| --- | ------ | ------ | ------- |
| Partido Democrático de las Islas Amigas                                                                                 | 10,953 | 28.49  | 12      |
| Independientes | 25,873 | 67.30  | 5       |
| Partido Demócrata Popular                                                                                               | 934    | 2.43   | 0       |
| Partido de Construcción del Estado Sustentable                                                                          | 519    | 1.35   | 0       |
| Partido Laborista Democrático Tongano                                                                                   | 168    | 0.44   | 0       |
| Representantes nobles                                                                                                   | 54     | —      | 9       |
| Total | 38,447 | 100.00 | 26      |
| Fuente: Matangi Tonga (enlace roto disponible en Internet Archive; véase el historial, la primera versión y la última). |        |        |         |

Según los funcionarios electorales, aproximadamente el 89% de los 42,000 votantes registrados emitieron su voto. Una delegación de catorce observadores de Australia y Nueva Zelanda se encontraban en Tonga para observar la elección. Los informes dijeron que estaban complacidos por la forma en que se habían gestionado las elecciones.
El resultado de la elección resultó en una pluralidad de escaños para el Partido Democrático de las Islas Amigas, que ganó 12 de los 17 escaños "representativos de la gente", con solo un 29% de los votos.
Una vez que se finalizaron los resultados, los representantes recién elegidos seleccionaron un primer ministro. Sin embargo, después de su elección, los representantes de los nobles anunciaron que apoyarían a un plebeyo como primer ministro, pero finalmente decidieron apoyar al Lord Tu'ivakano.

### Representantes populares
|  | 62.53 % |

|  | 21.40 % |

|  | 10.19 % |

|  | 3.96 % |

|  | 1.43 % |

|  | 0.49 % |

|  | 100.00 % |

|  | 37.90 % |

|  | 28.62 % |

|  | 13.66 % |

|  | 8.08 % |

|  | 4.96 % |

|  | 2.90 % |

|  | 2.19 % |

|  | 1.16 % |

|  | 0.54 % |

|  | 100.00 % |

|  | 38.48 % |

|  | 25.03 % |

|  | 10.62 % |

|  | 9.45 % |

|  | 7.02 % |

|  | 3.79 % |

|  | 3.05 % |

|  | 1.29 % |

|  | 0.85 % |

|  | 0.44 % |

|  | 100.00 % |

|  | 58.36 % |

|  | 13.83 % |

|  | 10.22 % |

|  | 9.85 % |

|  | 3.39 % |

|  | 3.25 % |

|  | 1.10 % |

|  | 100.00 % |

|  | 24.12 % |

|  | 21.88 % |

|  | 10.73 % |

|  | 10.12 % |

|  | 8.45 % |

|  | 8.28 % |

|  | 5.51 % |

|  | 4.12 % |

|  | 3.48 % |

|  | 1.63 % |

|  | 0.85 % |

|  | 0.67 % |

|  | 0.14 % |

|  | 100.00 % |

|  | 26.54 % |

|  | 26.40 % |

|  | 14.05 % |

|  | 10.08 % |

|  | 6.10 % |

|  | 5.89 % |

|  | 2.20 % |

|  | 1.81 % |

|  | 1.70 % |

|  | 1.44 % |

|  | 1.08 % |

|  | 0.87 % |

|  | 0.65 % |

|  | 0.61 % |

|  | 0.58 % |

|  | 100.00 % |

|  | 32.58 % |

|  | 23.88 % |

|  | 16.50 % |

|  | 9.23 % |

|  | 6.15 % |

|  | 4.50 % |

|  | 3.42 % |

|  | 2.27 % |

|  | 0.88 % |

|  | 0.58 % |

|  | 100.00 % |

|  | 34.05 % |

|  | 29.10 % |

|  | 17.91 % |

|  | 6.69 % |

|  | 4.46 % |

|  | 3.14 % |

|  | 2.49 % |

|  | 1.21 % |

|  | 0.76 % |

|  | 0.19 % |

|  | 100.00 % |

|  | 33.97 % |

|  | 15.49 % |

|  | 9.80 % |

|  | 9.02 % |

|  | 8.57 % |

|  | 5.50 % |

|  | 5.09 % |

|  | 4.12 % |

|  | 1.91 % |

|  | 0.87 % |

|  | 1.83 % |

|  | 0.82 % |

|  | 0.79 % |

|  | 0.67 % |

|  | 0.56 % |

|  | 100.00 % |

|  | 26.64 % |

|  | 20.62 % |

|  | 20.45 % |

|  | 9.32 % |

|  | 5.72 % |

|  | 3.67 % |

|  | 3.50 % |

|  | 2.59 % |

|  | 2.39 % |

|  | 2.15 % |

|  | 2.05 % |

|  | 0.91 % |

|  | 100.00 % |

|  | 37.19 % |

|  | 32.13 % |

|  | 30.68 % |

|  | 100.00 % |

|  | 31.93 % |

|  | 20.79 % |

|  | 19.02 % |

|  | 11.82 % |

|  | 4.82 % |

|  | 4.76 % |

|  | 2.65 % |

|  | 2.58 % |

|  | 1.09 % |

|  | 0.54 % |

|  | 100.00 % |

|  | 70.46 % |

|  | 16.35 % |

|  | 13.19 % |

|  | 100.00 % |

|  | 25.79 % |

|  | 20.94 % |

|  | 19.46 % |

|  | 14.73 % |

|  | 8.10 % |

|  | 1.98 % |

|  | 1.24 % |

|  | 100.00 % |

|  | 33.12 % |

|  | 19.40 % |

|  | 16.35 % |

|  | 12.59 % |

|  | 11.15 % |

|  | 7.40 % |

|  | 100.00 % |

|  | 43.66 % |

|  | 17.20 % |

|  | 14.77 % |

|  | 14.32 % |

|  | 10.06 % |

|  | 100.00 % |

|  | 46.76 % |

|  | 27.84 % |

|  | 25.40 % |

|  | 100.00 % |

### Representantes nobles
| Distrito  | Electo            | Votos |
| --------- | ----------------- | ----- |
| 'Eua      | Lord Lasike       | 6     |
| Ha'apai   | Lord Tu'iha'teiho | 4     |
| Ha'apai   | Lord Fakafanua    | 4     |
| Niuas     | Lord Fusitu'a     | 1     |
| Tongatapu | Lord Tu'ivakano   | 13    |
| Tongatapu | Lord Ma'afu       | 10    |
| Tongatapu | Lord Vaea         | 8     |
| Vava'u    | Lord Tu'ilakepa   | 4     |
| Vava'u    | Lord Tu'i'afitu   | 4     |